# Регми, Хил Радж
Хил Радж Регми (непальск. खिलराज रेग्मी; род. 31 мая 1949, Палпа, Непал) — непальский политик, в период с 2013 по 2014 год был премьер-министром Непала.

## Биография
Хил Радж Регми родился в мае 1949 года в районе Палпа. В столице страны Катманду он окончил университет и стал юристом. В мае 2011 года он сменил нынешнего президента на посту Председателя Верховного суда Непала. Объединённая коммунистическая партия Непала (маоистская) предложила его как компромиссную кандидатуру, которая могла бы возглавить Совет министров до проведения новых выборов в Учредительное собрание. 14 марта 2013 года президент Непала Рам Баран Ядав назначил его временным главой правительства. Выборы в стране намечены на июнь 2013 года. Затем были перенесены на осень. Это назначение вызвало недовольство маоистов, располагающих крупнейшей фракцией в Учредительном собрании страны.
10 февраля новым премьер-министром Непала избран лидер партии Непальский конгресс Сушил Коирала.